# Nemapogon sardicus
Nemapogon sardicus är en fjärilsart som beskrevs av Reinhardt Gaedike 1983. Nemapogon sardicus ingår i släktet Nemapogon och familjen äkta malar. Inga underarter finns listade i Catalogue of Life.